# Harry Stovey
Harry Duffield Stovey (20 de dezembro de 1856 – 20 de setembro de 1937), nascido Harry Duffield Stowe, foi um jogador profissional de beisebol do século 19 na Major League Baseball e o primeiro na história das grandes ligas a alcançar a marca de 100 home runs rebatidos. Nascido na Filadélfia, Pensilvânia, Stovey jogou por 14 temporadas nas grandes ligas e atuou como jogador-treinador em duas ocasiões durante sua carreira.
Conhecido nos dias atuais como um prolífico rebatedor de home runs e roubador de bases, liderou a liga em ambas categorias múltiplas vezes em sua carreira, incluindo um recorde para temporada única de 14 home runs em 1883 e 97 bases roubadas em 1890. De 1880 até 1891 Stovey apareceu entre os dez maiores rebatedores de home runs exceto em 1887, e liderou a liga cinco vezes. Foi o primeiro a roubar bases deslizando primeiramente com os pés.

## Pós-carreira
Após sua aposentadoria, Stovey se tornou policial em New Bedford, Massachusetts. Stovey morreu aos 80 anos de idade em New Bedford, e foi enterrado no Oak Grove Cemetery.
O Nineteenth Century Committee da Society for American Baseball Research nomeou Stovey como Overlooked 19th Century Baseball Legend em 2011 — jogador, técnico, gerente, executivo ou outra personalidade do beisebol do século 19 ainda não induzido ao National Baseball Hall of Fame em Cooperstown, Nova Iorque.